# Chó sục Séc
Chó sục Séc (Cesky Terrier) cũng được gọi là Chó sục Bohemian là giống chó sục lông tương đối dài, chân ngắn có nguồn gốc từ Tiệp Khắc. Cesky Terrier là một thợ săn, kẻ truy lùng săn các loài gặm nhấm trong hang, đặc biệt là chuột cống và cáo, với ngực hẹp, bộ lông mượt, nó có thể dễ dàng chui vào hang để bắt mồi. Đây cũng là một con chó canh gác và trông nhà tốt, nó còn được dùng làm chó cảnh.

## Tổng quan
Cesky Terrier sống sót là do những nỗ lực của nhà nhân giống Tiệp Khắc Frantisek Horak. Chó sục Séc là một giống tương đối mới, lần đầu tiên được công nhận vào năm 1963. Chúng là loài chó lai giữa chó sục Sealyham và chó sục Scotland với những loài chó sục khác. Vào những năm 80, những nhà nhân giống nhận thấy chó sục Séc khá khác so với những gì mà ông Horak mong đợi, nên họ một lần nữa lai tạo với loài chó sục Sealyham.
Horak tạo ra một loài với đầu thủ và ngực hẹp hơn, và bộ lông mềm mại hơn những dòng chó sục khác, nên nó cũng dễ dàng hơn đối với con vật để chui vào hang. Ông ta cũng nhân giống để tạo ra tính cách cởi mở hơn, làm cho chó sục Séc là một con chó bầu bạn vui vẻ. Cesky Terrier lần đầu tiên được nhập khẩu vào Mỹ năm 1987 và có xấp xỉ 150 con được tính đến năm 1993. Loài này có thể là được triển lãm như một loài hiếm bởi Câu lạc bộ chó Sục quốc gia Séc, UKC, FCI.

## Đặc điểm
Là giống chó sục lông tương đối dài, chân ngắn. Chiều cao từ 25–32 cm, trọng lượng khoảng 6–10 kg. Nó trông tương tự như giống chó sục Sealyham. Cesky Terrier có đầu thủ dài, râu, ria và lông mày rậm. Thân thể khỏe khoắn nhưng không nặng nề. Dẻo dai và mạnh mẽ. Đôi mắt màu nâu với những con chó có màu xanh xám, với những con chó màu nâu thì mắt có màu vàng gan. Đôi tai hình tam giác, cuộn hướng lên phía trước gần đầu thủ. Đầu thủ dài, nhưng không quá rộng, với sự dừng gãy khá rõ rệt trên khuôn mặt.
Bộ lông mượt như tơ, lượn sóng thường có nhiều màu đa dạng như xanh xám kèm theo nâu, xám, trắng hoặc vàng hoặc màu cà phê nhạt, mặc dù những cún con sinh ra có màu đen. Bộ lông sáng dần lên về sau, đôi khi có những con chỉ sáng màu lên khi đạt tới 2 năm tuổi. Màu cà phê nhạt khá là hiếm. Tất cả các màu được chấp nhận đi kèm hoặc không kèm những mảng trắng. Màu da thường là xám với những con chó màu xanh xám và màu tối với những con chó màu nâu. Loài này rụng lông vừa phải.
Đuôi không cộc dài chừng 18–20 cm, ngoe nguẩy khi con chó thích thú điều gì. Loài này rất khỏe mạnh mà không mắc bất cứ căn bệnh di truyền quan trọng nào. Thỉnh thoảng, chó sục Séc mắc chứng bệnh Scottie Cramp, một bệnh ít gặp có thể gây ra sự vận động vụng về, nó không làm đau hoặc đe dọa tới cuộc sống.
Chó Sục Séc nên được cắt tỉa lông thường xuyên, lấy đi những sợi lông dài ở bụng và chân và quanh mặt để tạo nên bộ râu, ria và lông mày đẹp. Đối với những con chó cưng, nó sẽ cần cắt tỉa ít nhất 4 lần trong năm. Những con chó triển lãm yêu cầu chăm sóc thường xuyên hơn. Những con chó sục Séc được cắt tỉa bằng máy cắt tỉa điện, không ít lông như những loài chó sục khác. Bộ lông dài hơn cần được chải ít nhất hai lần trong tuần, phụ thuộc vào điều kiện bộ lông, để bảo vệ lông khỏi bị bẩn. Tỉa lông dài quá mức giữa các đệm thịt ở bàn chân và lấy đi những sợi lông dài ở trong tai.

## Tập tính
Chó sục Séc ham chơi đùa nhưng có tính bảo vệ, thể thao nhưng yên lặng. Một con chó ngọt ngào và hạnh phúc mà tốt với trẻ nhỏ. Kiên nhẫn và dũng cảm, chúng rất trung thành, vâng lời, dũng cảm. Thông minh và khả năng huấn luyện cao hơn so với những loài chó sục khác. Chúng dễ dàng điều khiển. Rất quan trọng để hòa nhập xã hội khi còn là cún con, để nó tiếp xúc với nhiều người và nhiều động vật khác nhau trong những tình huống tích cực để có kinh nghiệm trong nhiều tình huống đa dạng, để nó có thể phát triển như một con chó hạnh phúc.
Chúng yêu mọi người, đặc biệt là trẻ nhỏ và khá thân thiện với người lạ, nhưng giống như hầu hết các giống chó sục, nếu không phải là chủ nhân mạnh mẽ thực thụ, nó có thể dữ tợn, bướng bỉnh và không biết sợ hãi. Loài chó ưa thích kết bạn này hòa thuận với những con chó khác và với những vật nuôi khác. Một bạn đồng hành tốt để đi du lịch. Một con chó mà rất thích chơi với trẻ nhỏ, mặc dù đồng thời lúc đó nó cũng có thể là một kẻ canh gác và đề phòng những mối hiểm nguy đe dọa tới gia đình. Tránh cho nó Hội chứng chó nhỏ, những vấn đề do con người gây nên. Đảm bảo thỏa mãn bản năng tự nhiên của nó.
Cesky Terrier tốt cho cuộc sống căn hộ. Chúng tương đối hiếu động trong nhà và sẽ thoải mái mà không cần sân. Cesky Terrier thích thú chạy nhảy và chơi đùa trong rừng hoặc ngoại ô thoáng đãng. Chúng cũng cần đi dạo dài hàng ngày hoặc chạy tự do, nhưng luôn luôn trong khu vực đảm bảo. Chúng nhỏ bé nhưng sẽ là một bạn đồng hành chạy khá nhanh. Chó sục Séc có nhu cầu vận động vừa phải.